# Ото Албрехт фон Шьонбург-Хартенщайн
Ото Албрехт фон Шьонбург-Валденбург-Хартенщайн (на немски: Otto Albrecht von Schönburg-Hartenstein; Otto Albrecht von Schönburg-Waldenburg-Hartenstein; * 2 юли 1601, Хартенщайн, Цвикау; † 15 юни 1681, Хартенщайн) е фрайхер на Шьонбург-Валденбург-Глаухау, господар на Шьонбург-Хартенщайн в Курфюрство Саксония.

## Произход
Той е син, седмото дете, на фрайхер Хуго II фон Шьонбург-Глаухау (1559 – 1606) и втората му съпруга Катарина фон Салм-Кирбург-Мьорхинген (1574 – 1654), дъщеря на вилд и рейнграфграф Ото I фон Салм-Кирбург-Мьорхинген († 1607) и графиня Отилия фон Насау-Вайлбург († ок. 1610).
Синът му Ото Лудвиг е издигнат на 7 август 1700 г. на имперски граф на Шьонбург-Хартенщайн. Клоновете Шьонбург-Валденбург и Шьонбург-Хартенщайн съществуват до днес като Шьонбург-Глаухау.
- Замък Шьонбург на Заале
- Дворец Валденбург (Саксония)
- Дворец Хартенщайн, 1837
- Запазена част от замък Хартенщайн

## Фамилия
Ото Албрехт фон Шьонбург-Хартенщайн се жени на 20 октомври 1639 г. в Хартенщайн за графиня Ернестина Ройс фон Плауен (* 15 март 1618, Гера; † 23 февруари 1650, Хартенщайн), дъщеря на граф Хайнрих II фон Ройс-Гера (1572 – 1635) и графиня Магдалена фон Шварцбург-Рудолщат (1580 – 1652). Те имат девет деца:
- Катарина Магдалена фон Шьонбург-Глаухау (* 20 октомври 1640; † 18 май 1659)
- Хуго Хайнрих фон Шьонбург-Глаухау (* 27 август 1641; † 30 октомври 1641)
- Ернестина фон Шьонбург-Хартенщайн-Глаухау (* 6 септември 1642, Хартенщайн; † 31 март 1713, Барут), омъжена на 21 октомври 1666 г. в Хартенщайн за граф Фридрих Зигизмунд I фон Золмс-Барут (* 9 юли 1627; † 7 януари 1696), син на граф Йохан Георг II фон Золмс-Барут (1591 – 1632) и графиня Анна Мария фон Ербах (1603 – 1663)
- Ото Лудвиг фон Шьонбург-Хартенщайн (* 16 септември 1643; † 22 ноември 1701), фрайхер, на 7 август 1700 г. имперски граф на Шьонбург-Хартенщайн, женен на 12 януари 1668 г. в Хартенщайн за София Магдалена фон Лайнинген-Вестербург (* 23 март 1651; † 17 октомври 1726), дъщеря на граф Георг Вилхелм фон Лайнинген-Вестербург (1619 – 1695) и графиня София Елизабет фон Липе-Детмолд (1626 – 1688)
- Юлиана София фон Шьонбург-Глаухау (* 24 ноември 1644; † пр. 26 януари 1645)
- Юлиана Мария фон Шьонбург-Глаухау (* 8 декември 1645; † 18/23 април 1683), омъжена на 24 ноември 1679 г. за граф Кристиан Ернст фон Шьонбург (* 9 октомври 1655; † 14 април 1718), син на Готфрид Ернст фон Шьонбург-Ремзе (1623 – 1679) и Агнес Беата фон Шьонбург-Зшилен (1636 – 1687)
- Ернст Зигмунд фон Шьонбург-Глаухау (* 18 март 1647; † 1 юни 1748)
- Агнес Елизабет фон Шьонбург-Глаухау (* 27 август 1648; † 4 април 1683)
- София Елеонора фон Шьонбург-Глаухау (* 16 октомври 1649; † 17 октомври 1703), омъжена за граф Йохан Георг III фон Мансфелд-Айзлебен (* 12 юли 1640; † 1 януари 1710), син на граф Йохан Георг II фон Мансфелд-Айзлебен (1593 – 1647) и Барбара Магдалена фон Мансфелд-Хинтерорт (1618 – 1696)